# 6,7-ジメチル-8-リビチルルマジン
6,7-ジメチル-8-リビチルルマジン（6,7-dimethyl-8-ribityllumazine）は、リボフラビンの前駆体の一つ。リボフラビンシンターゼ（EC 2.5.1.9）によって作用する。